# Chromatographie chirale
La chromatographie chirale ou chromatographie énantiosélective est une technique de chromatographie qui consiste en la formation de liaisons non covalentes entre les énantiomères du substrat et l'absorbant chromatographique chiral donnant des complexes diastéréoisomères ayant des affinités de liaisons différentes.
On ne peut parler d’énantiomères sans évoquer la chiralité qui caractérise le monde vivant. Deux molécules sont dites chirales si, tout comme deux mains, elles sont images l’une de l’autre dans un miroir, tout en n’étant pas superposables. Elles ont la même structure chimique mais des activités optiques différentes. Les deux formes, notées R et S, sont dites isomères optiques ou énantiomères. La séparation de celles-ci est possible notamment grâce à la chromatographie chirale.

## Principe
Pour comprendre le fonctionnement de ce type de chromatographie, il faut comprendre les grands principes de la chromatographie.
La séparation chromatographique est basée sur les différences de distribution de solutés entre deux phases non miscibles (dont l’une est solide), ce qui se traduit, au niveau macroscopique, par une différence de vitesses de migration des différents constituants du mélange. Cette vitesse est déterminée par un coefficient de partage K :
K = concentration du soluté dans la phase stationnaire / concentration du soluté dans la phase mobile.
La phase solide, aussi appelée phase stationnaire, a la
capacité d’adsorber, et donc de retenir certains solutés plus longtemps que d’autres.
Dans un même ordre d’idée, la phase mobile doit généralement être capable d’entraîner
certains solutés avec elle à travers la phase stationnaire. Ces deux principes
expliquent donc la séparation possible entre certains solutés, dus au fait que
certains vont sortir de la colonne avant les autres. Dans le cas d’une
chromatographie chirale, la phase stationnaire est généralement composée de gel
de silice, comme la plupart des phases stationnaires, sur lequel sont greffées
des molécules chirales, qui peuvent souvent former des complexes d’inclusion, telles
que les cyclodextrines, dû au caractère hydrophobe de leurs cavités.
La théorie thermodynamique est une des théories élaborée pour expliquer le mécanisme de la chromatographie.
Pour une bonne séparation, il faut une colonne efficace (dépend du nombre de plateaux théoriques), c’est-à-dire capable de donner des pics étroits, et une bonne résolution, c’est-à-dire une bonne séparation des deux pics sur le chromatogramme, correspondant aux solutés que l’on veut séparer.
Tout cela est valable pour la chromatographie chirale, et cette dernière présente en plus des caractéristiques spécifiques. Dans cette technique, le mélange racémique à séparer est introduit et va interagir avec la phase stationnaire chirale (PSC).
L’obtention de la
séparation des énantiomères passe par la formation réversible de complexes diastéréoisomères dans la colonne de chromatographie.
La formation réversible des complexes diastéréoisomères dans la colonne de
chromatographie peut se faire de cinq façons principales. Les forces dans les
interactions chirales ne sont pas nécessairement des forces d’attraction; elles
peuvent être répulsives aussi. La première façon de former ces complexes est
par les interactions dipôles-dipôles présents au sein de la phase stationnaire
et de la phase mobile, aussi appelée liaison de Van der Waals. Ces complexes
peuvent également se former par pont hydrogène ou par interaction π-π entre les deux phases de la colonne. Ensuite, les complexes peuvent se former par un composé d’inclusion. C’est-à-dire un complexe dont l’un des composants, appelé l’hôte, forme une cavité dans laquelle un second composé, appelé l’invité, va s’y loger. Finalement, les complexes diastéréoisomère peuvent se faire par encombrement stérique ou ionique.
Deux énantiomères possèdent les mêmes propriétés physiques, alors si la phase stationnaire est achirale, les deux énantiomères du mélange racémique vont migrer à la même vitesse, donc aucune séparation. C’est pourquoi il est intéressant de former ces complexes diastéréoisomères, car les diastéréoisomères ainsi formés possèdent des propriétés physiques différentes; ainsi l’un des isomères sera plus accroché que l’autre et migrera donc plus lentement, permettant leur séparation physique. D’après la règle des trois points d’interactions, que l’on peut nommer règle de Dalgliesh et qui se base purement sur la géométrie, pour une bonne séparation, il doit exister trois points d’attache de façon simultanée entre la PSC et un des isomères, avec au moins un des trois dépendant de la stéréochimie. Par contre, il faudrait spécifier que cette règle n’est applicable qu’aux processus bimoléculaires.

## Deux techniques principales
La séparation de deux molécules chirales peut s’effectuer grâce à deux techniques principales :
- Si l’échantillon à analyser est gazeux ou susceptible d’être vaporisé, on utilise la chromatographie en phase gazeuse (GC). La phase stationnaire est alors un liquide fixé sur un support. L’appareil utilisé est composé de :
  - un injecteur qui permet d’introduire l'échantillon qui sera entraîné par un gaz appelé gaz vecteur, le plus souvent de l’hélium ou de l’azote.
  - un four à température programmable et abritant la colonne capillaire. Celle-ci est un tube enroulé sur lui-même et qui contient la phase stationnaire.
  - un détecteur qui permet l’émission d’un signal au passage de chaque composant.

La GC chirale comporte plusieurs avantages. C’est une technique qui offre une haute efficacité avec une grande vitesse de séparation. Plusieurs formats de détecteur sensible, simple et direct sont disponibles. Il existe aussi plusieurs outils de programmation de la température pour y exercer un bon contrôle. Les dispositifs de spectrométrie et spectroscopie peuvent diviser les molécules. Et, finalement, il y a possibilité de faire des opérations multicolonnes.
À l’inverse, les inconvénients de la GC chirale sont les suivants : l’utilisation de la GC est restreinte par la volatilité des composés et la stabilité thermique de ceux-ci. L’intégrité stéréochimique de ces derniers et la resolvabilité du sélecteur chiral à des températures ambiantes et élevées entre également en ligne de compte.
- Si l’échantillon est soluble, la méthode appropriée est alors la chromatographie en phase liquide à haute pression (HPLC). La phase mobile liquide est appelée le solvant d’élution. L’appareil comporte lui aussi un injecteur et un détecteur de mêmes fonctions que pour la GC, mais également : 
  - des pompes ayant pour rôle d’assurer le débit du solvant d’élution qui doit être constant.
  - une colonne le plus souvent en acier mesurant entre 15 et 30 cm de long et de diamètre interne compris entre 5 et 10 mm.

La chromatographie liquide à haute performance (HPLC) possède plusieurs avantages et inconvénients, comme toutes autres techniques. L’HPLC permet d’avoir des résultats rapides, c’est-à-dire avoir une séparation complète en quelques minutes seulement. Cette technique permet aussi d’obtenir des résultats avec une haute résolution. Toutefois, c’est une technologie qui coûte cher par rapport à d’autres méthodes, elle demande une bonne formation due à la complexité d’exploitation de l’appareil. Finalement, pour certains composés la sensibilité est trop faible en raison de la rapidité du processus.
Le fonctionnement de ces appareils ainsi que la collecte des données sont gérés par système informatique. L’évolution du signal produit par le détecteur est liée à la concentration instantanée du soluté en fonction du temps et est représenté par des pics sur un graphique appelé le chromatogramme. L’analyse de celui-ci permet l’interprétation des séparations réalisées.

## Applications
Ainsi définie, il apparaît logique d’utiliser la chromatographie chirale dans de nombreux domaines au sein desquels « sont manipulées » les molécules.
Le domaine médical utilise la chromatographie chirale pour séparer deux énantiomères dont les propriétés peuvent être radicalement différentes, notamment lorsque l’une est curative et l’autre dangereuse. En effet, il est possible de constater cet effet avec la
sibutramine. Ce médicament, utilisé dans le traitement de l’obésité, agit en
inhibant la recapture de la sérotonine et de la noradrénaline, ce qui provoque le
sentiment de satiété. Or, ce médicament n’a des effets sur ces hormones que
lorsqu’il n’y a qu’un des deux énantiomères du produit chimique, ce qui veut
dire qu’un mélange racémique, qui contient les deux énantiomères à proportions
égales, n’a donc pas les effets escomptés. Il faut donc séparer les deux
énantiomères par chromatographie liquide chirale. Les chercheurs ont donc eu
recours à une colonne de type Chiralcel© OD comportant un mélange de gel de
silice et de 3,5-diméthylphénylcarbamate comme phase stationnaire chirale. Ils
utilisèrent aussi un mélange d’hexane, à 93 % v/v, d’éthanol, à 3 %
v/v, et d’acide trifluoroacétique à 0.05 % v/v comme phase mobile, en vue
de faire une chromatographie liquide en phase inverse, ce qui indique que la
phase stationnaire est apolaire et que la phase mobile est polaire. Nous
pouvons donc voir dans la figure suivante, représentant la chromatographie en
phase inverse décrite ci-haut, que l’énantiomère (-) de la sibutramine est
séparé de son composé (+) de bonne façon, comme le prouvent la séparation des
deux larges pics à leurs bases et le fait que l’on indique la résolution comme
équivalente à 4.48 et la sélectivité, équivalente à 1.4.
Certaines
agro-industries l’utilisent pour sélectionner un composé naturel associé à une
odeur/un arôme, puis le complexent à des cyclodextrines
pour améliorer sa tenue.

La chromatographie chirale peut être aussi utilisée pour détecter des
pollutions, comme pour l’extraction et l’analyse des matières organiques des
fiouls et pétroles issus de dégazages ; les composés cancérigènes (les aromatiques), et les résines pouvant être
analysées et séparées par CPG et HPLC; la date de la
pollution et la provenance des fiouls sont déterminables.
En écologie,
cette technique de chromatographie peut servir à discriminer deux espèces par
simple détection de molécules présentes ou non dans l’organisme étudié
(ex : la différenciation des poissons sauvages et des poissons d’élevage,
grâce, entre autres, à l’étude de l’astaxanthine, détectée par HPLC chirale,
pigment caroténoïde issu des crustacés et algues ingérés par l’animal in
natura).